# داستان‌های سیاره

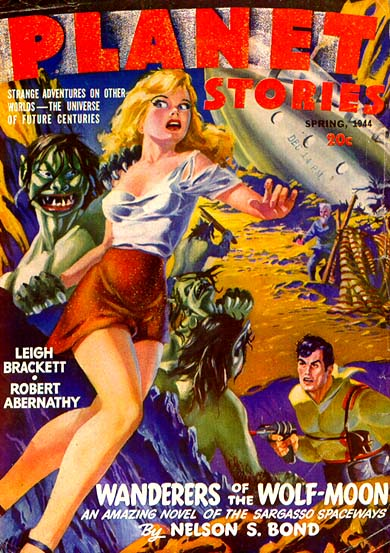
نسخه ای مربوط به ۱۹۴۴

داستان‌های سیاره (انگلیسی: Planet Stories) یک مجله زرد علمی تخیلی آمریکایی بود که بین سال‌های ۱۹۳۹ تا ۱۹۵۵ توسط انتشارات فیکشن هاوس منتشر می‌شد. این مجله که در ابتدا مخصوص خوانندگان جوان طراحی شده بود به داستان‌ها و ماجراجویی‌های میان سیاره‌ای می‌پرداخت. داستان‌هایی که در فضا و سیاره‌های فراخورشیدی رخ می‌داد. مالکوم ریس سردبیر و مدیر مسیول مجله در طول دوره ۷۱ شماره‌ای این نشریه بود. داستان‌های سیاره همزمان با کتاب داستان‌های تصویری سیارات (۱۹۴۰ تا ۱۹۵۳) منتشر شد. داستان‌های سیاره به اندازه کافی برای جذب نویسندگان برجسته علمی تخیلی آن روز حقوق پرداخت نمی‌کرد، اما گهگاه آثاری از نویسندگان مشهور از جمله آیزاک آسیموف و کلیفورد سیماک منتشر می‌نمود. فیکشن هاوس ظاهراً تصمیم گرفت داستان‌های سیاره ای را به قدری سریع منتشر کند که زمان کمی برای ریس برای دستیابی به داستان‌های جدید باقی می‌ماند، بنابراین او با جولیوس شوارتز و عوامل دیگر نویسندگان برای پر کردن شماره اول همکاری کرد. نتایج قابل توجه نبودند، اما ریس پرانرژی بود و توانست کیفیت داستان‌های داستانی را در شماره‌های بعدی بهبود بخشد، اگرچه گهگاه از خوانندگان به دلیل چاپ مطالب ضعیف عذرخواهی می‌کرد.